# Meppershall
Meppershall è un paese di 1 680 abitanti della contea del Bedfordshire, in Inghilterra.